# Ахсавидар
Ахсавидар (осет. Æхсæвидар) — в осетинской мифологии зловещее ночное привидение в виде тёмного силуэта всадника. Иногда может являться в виде чёрта.
Согласно осетинской мифологии или суеверию после явления Ахсавидара во сне или наяву следует ожидать тяжёлую и долгую болезнь, в результате которой человек обязательно умрёт. Чтобы избежать последствий встречи с Ахсавидаром человеку следует обратиться к знахарям, которые с помощью определённых магических действий и заклинаний пытаются противодействовать влиянию Ахсавидара.

## Источник
- А. Б. Дзадзиев и др. Этнография и мифология осетин, Владикавказ, 1994 г., стр. 32, ISBN 5-7534-0537-1
- Мифологический словарь/ Гл. ред. Е. М. Мелетинский. — М.:Советская энциклопедия, 1990. — 672 с.